# Jeunes filles en blanc
Ne doit pas être confondu avec Femme en blanc ou Les Femmes en blanc.
Jeunes filles en blanc est une série française de vingt-trois Romans pour la jeunesse écrits par Suzanne Pairault, et parus de 1968 à 1985 dans la collection Bibliothèque verte aux éditions Hachette. 
Près de deux millions d’exemplaires de Jeunes filles en blanc ont été vendus à ce jour dans le monde. La série a été traduite en plusieurs langues. En France, elle n'est plus rééditée depuis la fin des années 1990. 

## L'auteur de la série
Suzanne Pairault (1897-1985) a elle-même servi un temps comme infirmière de la Croix-Rouge dans un hôpital anglais, vers la fin de la Première Guerre mondiale, à une époque où la dévotion des infirmières envers leurs malades était sans borne, d'où la présence dans les romans de l'auteur - bien qu'écrits à partir de 1968 - de sentiments d'abnégation chez les infirmières qui peuvent paraître exagérés, voire peu plausibles, aux yeux du lectorat adulte postérieur à 1970. La même dévotion se retrouve dans les romans étrangers sur le monde infirmier, telles que les séries Cherry Ames et Sue Barton aux États-Unis dans les années 1940 et 1950.
Pour mieux comprendre les sentiments de l'auteur, qui s'est servie de son expérience d'infirmière pour l'écriture de la série, il est utile de rappeler que les écoles d'infirmiers n'ont été créées qu’à la fin du XIXe siècle (1878 en France). Dans l'Hexagone, ce n'est qu'en 1922 que les écoles débouchèrent sur un « brevet de capacité d’infirmier professionnel », transformé en 1938 en « diplôme d’infirmier hospitalier » et seulement en 1951 en diplôme d’État infirmier. 
Avant cela, c'étaient les ordres religieux féminins et masculins qui soignaient les malades, à domicile et dans les hôpitaux, selon des critères en lien avec la charité et l'amour de Dieu. Le soin est alors une activité bénévole et « sacrée ». Il faudra attendre la laïcisation et l'émergence d'infirmières et d'infirmiers laïques et la Première Guerre mondiale pour que se mette en place un mouvement vers la constitution d'un nouveau groupe social. Ainsi, à l'époque où Suzanne Pairault travaille comme infirmière (Première Guerre mondiale), la profession est encore fraîche, connote de hautes valeurs morales et humaines, et est auréolée de quasi sainteté.

## Le thème de la série
La série narre les aventures de jeunes infirmières récemment diplômées, en milieu hospitalier ou dans un autre cadre (voyages à l'étranger) aux prises avec divers mystères qu'elles résolvent.
Chaque livre est consacré à une infirmière particulière. Elles sont au nombre de dix-sept :
- Armelle
- Camille
- Catherine
- Cécile
- Dominique
- Émeline
- Évelyne
- Florence (« Florence » compte six tomes)
- Francine
- Geneviève
- Gisèle
- Isabelle
- Juliette
- Luce
- Marianne
- Maryse
- Sylvie

Dans plusieurs romans, un médecin fait partie du récit : il est présenté comme sérieux, gentil et charmant, ou au contraire comme méfiant, arrogant et incompétent.

## Liste des titres
Liste chronologique exhaustive. 
L'unique illustrateur de la série est Philippe Daure, qui a parfois dessiné deux couvertures différentes pour un même titre.  

### Catherine infirmière
- Première édition dans la Bibliothèque verte : no 367, 1968.
- Réédition(s) : —
- Personnages principaux :
- Lieu de l'action :
- Résumé :
  - Mise en place de l'intrigue :
  - L'enquête :
  - Dénouement et révélations finales :

### La Revanche de Marianne
- Première édition dans la Bibliothèque verte : no 389, 1969.
- Réédition(s) : 1978 ; 1983 (série hachurée).
- Personnages principaux :
- Lieu de l'action :
- Résumé :
  - Mise en place de l'intrigue :
  - L'enquête :
  - Dénouement et révélations finales :

### Infirmière à bord
- Première édition dans la Bibliothèque verte : no 414, mars 1970.
- Réédition(s) : 1982 ; 1987 (série hachurée, nouvelle couverture).
- Nombre de pages : 157.
- Personnages principaux : Juliette Benoît, docteur Hamard, Laura Sommer, Luc Gilloin, Jean-Marie, Mme Frost, le commandant du navire.
- Lieu de l'action : navire Saint-Malo, croisière de Bordeaux à Rio de Janeiro.
- Résumé : 
  - Mise en place de l'intrigue (chapitre 1) : Juliette est une jeune infirmière qui embarque sur un navire pour faire une croisière de loisir, de Bordeaux à Rio-de-Janeiro. Très rapidement, elle se lie d'amitié avec une jeune femme, Laura, et avec un jeune interne en médecine, Luc. Celui-ci se fait une entorse au moment d'embarquer sur le navire.
  - L'enquête (chapitres 2 à 10) : Au cours de la traversée, elle est intriguée par le comportement étrange du médecin de bord, le docteur Hamard. Celui-ci, arrivé au dernier moment, semble ne pas s'intéresser à son métier et montre une incompétence flagrante au sujet de l'entorse de Luc et lorsqu'un marin, Jean-Marie, est malade : il lui fait un garrot sans surveiller son état pendant plus de cinq heures. Lorsque Laura tombe à son tour malade, ses soupçons se confirment. Il semblerait que Hamard n'ait aucune notion de médecine ! L'état de santé de Laura empire et il devient clair qu'une appendicite est en cours. Comment faire alors que le navire est en pleine mer ? Une appendicectomie est indispensable, mais Hamard se dérobe, prétextant être atteint du paludisme. Une conversation franche a lieu entre Juliette et lui, et il reconnaît ne pas être médecin. À Paris, alors que le véritable Hamard était tombé malade, il avait subtilisé ses papiers d'identité et sa trousse médicale avant de prendre sa place sur le navire ! Sans révéler à quiconque ce qu'elle vient de découvrir, Juliette propose que l'appendicectomie soit pratiquée à bord du navire par Luc Gilloin, assisté par elle-même et par un passager ayant fait des études de médecine.
  - Dénouement et révélations finales (chapitres 11 et 12) : L'intervention chirurgicale a lieu : elle est un succès et Laura est sauvée. Lorsque le navire accoste à Rio, Hamard est arrêté par la police brésilienne : le véritable Hamard a récupéré ses forces à Paris et a porté plainte pour usurpation d'identité. Les dernières lignes du roman laissent à penser qu'une idylle pourrait naître entre Juliette et Luc.

### Mission vers l'inconnu
- Première édition dans la Bibliothèque verte : 4e trimestre 1971.
- Réédition : 1984 (nouvelle illustration de couverture, série hachurée).
- Nombre de pages : 184.
- Personnages principaux : Gisèle Aubry, Andrès (chef de village), Hokan (chaman), Téva (habitante), Yahi (orphelin), Yuma (oncle de Yahi), Hondo (chef d'un second village), Miguel Avado (jeune médecin brésilien).
- Lieu de l'action : Brésil (forêt amazonienne).
- Résumé : 
  - Mise en place de l'intrigue (chapitres 1 et 2) : Gisèle est une jeune infirmière qui a accepté de se rendre en Amazonie pour compléter une mission médicale qui lutte contre le paludisme. Le récit commence alors qu'elle est dans l’avion qui relie la France au Brésil. Elle se lie avec un jeune médecin brésilien, Miguel Avado. Elle arrive à Manaos et doit changer d'avion. Elle prend place à bord du petit avion qui ne comprend que quelques passagers. Au cours des escales, la plupart des voyageurs quittent l'avion, Gisèle restant en fin de compte la seule passagère. L'avion atterrit en pleine jungle. Le pilote a en effet accepté, moyennant pot-de-vin, de livrer des fournitures à un village. Il quitte les lieux et abandonne Gisèle sur place.
  - L'enquête (chapitres 3 à 11) : La jeune femme est recueillie par la population d'un village, tyrannisée par son chef autoproclamé (Andrès), assisté d'un chaman agressif (Hokan). Lentement, elle se fait une petite place au sein de la tribu et se lie avec des habitants (dont Téva). Elle soigne plusieurs personnes (dont le jeune orphelin Yahi) et gagne le respect des habitants, mais la haine de Hokan, qui voit en elle une « concurrente ». Après diverses péripéties (avion survolant la forêt ; piqûre d'un serpent ; arrivée au village de Yuma, l'oncle de Yahi ; vol de ses médicaments et de ses bagages), Gisèle décide de s'enfuir du village avec Yuma. Le duo tente de rejoindre le centre médical français et est rejoint par Yahi. Les trois aventuriers sont capturés par les habitants d'un village, qui considèrent Yuma comme un de leurs ennemis. Ayant guéri du paludisme le fils unique de Hondo, chef du village, celui-ci accepte de libérer Yuma, Gisèle et Yahi, qui dès lors continuent leur voyage.
  - Dénouement et révélations finales (chapitre 12) : Alors que Gisèle tombe évanouie en raison de son épuisement et de maladie, le trio est secouru par Miguel Avado, le jeune médecin brésilien que Gisèle avait rencontré au début du récit. Gisèle est soignée à Bahao. Les Français ont reçu l'acceptation du gouvernement brésilien pour établir un dispensaire en pleine jungle. Gisèle propose de le localiser dans le village dans lequel elle a passé tant de temps et où elle a connu Yahi et Yuma. Sa proposition est acceptée. Avec Miguel et Yahi, elle retourne au village, où ils sont rejoints par Yuma et son épouse. Andrès et Hokan ont pris la fuite quand ils ont entendu parler de son retour. Le dispensaire est créé. Gisèle épouse Miguel ; le couple considère Yahi comme leur enfant ; Gisèle elle-même vient d'accoucher d'un enfant qui a reçu le même prénom que son père.

### L'Inconnu du Caire
- Première édition dans la Bibliothèque verte : 1973.
- Réédition(s) :
- Personnages principaux :
- Lieu de l'action :
- Résumé :

### Le Secret de l'ambulance
- Première édition dans la Bibliothèque verte : 1973.
- Réédition(s) : 1983 et 1986 (série hachurée)  (ISBN 2-01-012696-3), 1988, no 413, format souple,  (ISBN 2-01-013884-8) ; 1990,  (ISBN 2-01-016842-9).
- Personnages principaux : Armelle (infirmière), Daniel Couvreur, Roger Merlet, Jo
- Lieu de l'action : Mesnil, Paris, Los (Haute-Garonne)
- Résumé : Armelle de garde à l'hôpital reçoit un coup de téléphone l'appelant auprès d'un blessé au château abandonné de Mesnil. Des individus louches, Roger et Jo, l'y accueillent et l'y enferment en compagnie d'un accidenté de la route, Daniel Couvreur, un étudiant, apparemment inconscient. Ils cherchent un objet sur lui et dans sa voiture, qu'ils ne trouvent pas. Ils s'en vont après avoir coupé les fils du téléphone. Daniel reprend connaissance et fait promettre à Armelle de ne pas appeler la police. Elle trouve cela suspect mais accepte pour le tranquilliser. L'infirmière trouve un autre téléphone dans le château et parvient à prévenir l'ambulancier de son hôpital qui vient la chercher avec son blessé. Celui-ci est opéré. Armelle espère qu'il lui donnera des explications mais il quitte l'hôpital sans rien en faire.

La vieille ambulance est volée.
Armelle profite de ses congés pour aller à Los, en Haute-Garonne, sachant que Daniel venait de là. Elle reconnait l'ambulance volée et alerte le brigadier. On arrête Roger Merlet qui faisait un trafic de Polamyde, médicament interdit en France car potentiellement mortel. C'est lui qui avait volé l'ambulance et s'en servait pour faire entrer la drogue en France sans être inquiété par la douane.
Daniel Couvreur n'était pas son complice contrairement aux apparences. Il avait sans le savoir véhiculé de la Polamyde. Mais il s'était enfui avec quand il avait découvert le trafic, et avait caché le paquet dans l'ambulance à l'insu de tous, alors qu'on le croyait inconscient.

### Sylvie et l'homme de l'ombre
- Première édition dans la Bibliothèque verte : 1973.
- Réédition(s) :
- Personnages principaux :
- Lieu de l'action :
- Résumé :

### Le Lit n°13
- Première édition dans la Bibliothèque verte : 1974.
- Réédition(s) :
- Personnages principaux :
- Lieu de l'action :
- Résumé :

### Dora garde un secret
- Première édition dans la Bibliothèque verte : 1974.
- Réédition(s) : 1983 et 1986 (série hachurée),  (ISBN 2-01-000942-8).
- Personnages principaux :
- Lieu de l'action :
- Résumé :

### Le Malade autoritaire
- Première édition dans la Bibliothèque verte : 1975.
- Réédition(s) : 1984 (série hachurée),  (ISBN 2-01-002212-2).
- Personnages principaux :
- Lieu de l'action :
- Résumé :

### Le Poids d'un secret
- Première édition dans la Bibliothèque verte : 1976.
- Réédition(s) : 1984 (série hachurée),  (ISBN 2-01-002990-9) ; 1993, no 416,  (ISBN 2-01-020830-7).
- Personnages principaux :Luce Deville (infirmière),M.et Mme Malouin, Axelle et Laure Malouin, M. et Mme Janvier et leurs enfants, Colette Janvier, Maître Jacques Tessier
- Lieu de l'action : Neuilly, Bourgneuf
- Résumé : Luce Deville s'étonne en faisant passer des examens médicaux de la ressemblance trait pour trait entre deux fillettes de deux lycées différents, alors que celles-ci n'ont apparemment aucun lien de parenté.

En enquêtant aux secrétariats des lycées puis à la maternité elle découvre qu'il y a eu un échange d'identité involontaire. Cela explique que Laure Malouin n'ait aucun goût pour la musique dans une famille de mélomanes et que Colette Janvier soit la seule de sa famille à développer des dons musicaux.
Sur les conseils de Jacques Tessier, un avocat, Luce informe M. Malouin, qu'elle connait pour avoir soigné son épouse convalescente, de sa découverte. 
Les parents des deux familles sont bouleversées. On aide les filles à faire connaissance avec leur famille naturelle sans leur révéler la vérité. Puis on leur annonce le secret de leur naissance. La petite Colette fait une fugue car, perturbée, elle pense que ses parents ne l'aimeront plus, mais Luce la retrouve et la rassure. 
Les Malouin et les Janvier habiteront finalement côte à côte et formeront une famille élargie.

### Salle des urgences
- Première édition dans la Bibliothèque verte : 1976.
- Réédition(s) : 1984 (série hachurée),  (ISBN 2-01-002990-9).
- Personnages principaux :
- Lieu de l'action :
- Résumé :

### La Fille d'un grand patron
- Première édition dans la Bibliothèque verte : 1977.
- Réédition(s) : 1983 (série hachurée) ; 1988, no 411 format souple,  (ISBN 2-01-013707-8) ; 1990,  (ISBN 2-01-016840-2).:
- Personnages principaux : Évelyne Lefranc, Georges Mesnil, Pauline, Frédéric, le docteur Max Lefranc.
- Lieu de l'action : Paris.
- Résumé : 
  - Mise en place de l'intrigue : Évelyne Lefranc est une jeune infirmière au sein de la clinique Saint-Sauveur à Paris. Travailleuse, bienveillante et souriante, tout le monde l'aime, malades comme collègues. Elle y fait la connaissance de l'interne Georges Mesnil qui, peu à peu, va devenir son ami. Quand Pauline, une de ses collègues infirmières, apprend qu'elle est la fille du docteur Max Lefranc, médecin de réputation internationale, les autres infirmières sont vite informées et les langues vont bon train : la jalousie fait rage au sein de la clinique.
  - L'enquête : Évelyne soigne du mieux qu'elle peut ses malades, et notamment le petit Frédéric, esseulé, qui doit être opéré de l’appendicite. Elle prépare aussi un examen pour être cadre de santé. Au fur et à mesure qu'elle noue des liens amicaux avec Georges, elle révèle son histoire familiale : son père, bien qu'excellent praticien, est colérique, psychorigide et ne veut pas qu'on lui résiste. Elle a décidé de faire sa vie sans lui demander son avis et les liens familiaux ont été rompus. Pour sa part le frère d'Évelyne est étudiant en dernière année à l'école Centrale. Mais Évelyne tombe malade : elle a attrapé une hépatite A et son état s'aggrave rapidement. Elle tombe dans le coma et est hospitalisée dans la clinique Saint-Sauveur.
  - Dénouement et révélations finales : Georges se démène pour avertir Max Lefranc. Après quelques difficultés, le vieux médecin arrive à la clinique où il contemple sa fille en triste état. Heureusement les soins prodigués sont heureux et la jeune fille sort du coma. Elle se réconcilie avec son père, qui accepte de ne plus se comporter de manière tyrannique à son égard.

### L'Infirmière mène l'enquête
- Première édition dans la Bibliothèque verte : 1978.
- Réédition(s) : 1983 (série hachurée, nouvelle illustration de couverture)  (ISBN 2-01-004927-6).
- Personnages principaux :
- Lieu de l'action :
- Résumé :

### Intrigues dans la brousse
- Première édition dans la Bibliothèque verte : 1979.
- Réédition(s) : 1983 (série hachurée),  (ISBN 2-01-005668-X).
- Personnages principaux :
- Lieu de l'action :
- Résumé :

### La Promesse de Francine
- Première édition dans la Bibliothèque verte : 1979.
- Réédition(s) : 1984 (série hachurée),  (ISBN 2-01-006086-5) ; 1993, no 415 format souple,  (ISBN 2-01-020394-1).
- Personnages principaux : Francine, Jérôme Magnin, Gérard Bertaut, Buron, Jean-Paul Gleize
- Lieu de l'action : Lyon
- Résumé : Dans l'ambulance qui le conduit à l'hôpital, un mourant, M. Bertaut, fait part de ses dernières volontés à l'infirmière, Francine : il a provoqué la ruine et la mort de son ami et demande que ce soit réparé.

Francine a promis sans savoir exactement de quoi il retourne. Aidée du docteur interne Jérôme, son ami, elle renseigne l'épouse qui ne s'intéresse qu'à elle ; le fils fantasque et rêveur la dirige vers l'associé en affaires de M. Bertaut, son gendre Buron. Celui-ci ne la prend pas au sérieux non plus. 
Francine découvre que Bertaut avait arraché un contrat de construction qui aurait dû revenir à son ami Gleize au bord de la faillite. De tristesse l'entrepreneur s'était laissé mourir. Son fils Jean-Paul souffrait à la suite de ce drame d'une grave dépression.
Buron était le conseiller de Bertaut à l'époque. Depuis il mentait sur la qualité des matériaux de construction pour s'enrichir illégalement. Craignant que Francine ne lui fasse une mauvaise publicité il offre à Jean-Paul un prêt pour relancer son entreprise. Celui-ci reprend courage et accepte.
La police découvre ses escroqueries mais il s'enfuit. 
Jérôme croyait que Francine était amoureuse de Jean Paul mais elle le détrompe. C'est bien lui qu'elle aime.
Gérard Bertaut ne reçoit plus de rente de la part de son beau-frère mais ayant un don pour le dessin, il finit par travailler pour un journal en élaborant des bandes dessinées.

### Le Fantôme de Ligeac
- Première édition dans la Bibliothèque verte : 1980.
- Réédition(s) : 1983 (série hachurée)  (ISBN 2-01-006525-5) ; 1988, no 414 format souple  (ISBN 2-01-014222-5) ; 1990  (ISBN 2-01-016843-7).
- Nombre de pages : 157.
- Personnages principaux : Cécile (infirmière), Mme Tyssen (veuve et paralysée des membres), Noël (neveu de Mme Tyssen), Pauline (cuisinière), Valloton (médecin de famille), Simone (tante de Cécile), Monique (enfant du chauffeur), maître Pelletier (notaire).
- Lieu de l'action : Nièvre ou Puisaye, près de Nevers.
- Résumé : 
  - Mise en place de l'intrigue (chapitre 1) : Simone, infirmière et tante de Cécile, a dû quitter le service de Mme Tyssen pour cause de problèmes d'ordre psychologique : elle pense avoir vu, à plusieurs reprises, un « fantôme » (d'où le titre du roman) déambuler dans la maison de Mme Tyssen. Celle-ci est tétraplégique depuis la mort de son époux, survenue quelques semaines auparavant. Le docteur Valloton pense qu'il s'agit d'une réaction psychologique liée au stress du décès. Cécile est donc envoyée à Ligeac pour remplacer sa tante au pied levé.
  - L'enquête (chapitres 2 à 13) : Elle est bien accueillie dans la maisonnée et sa malade s'avère facile à vivre. Quelques jours plus, tard, le notaire ouvre en présence de plusieurs témoins le coffre-fort dans lequel est entreposé l'essentiel de la fortune de feu M. Tyssen : des diamants magnifiques qu'il avait jadis ramenés d'Amérique du Sud et qui devaient être l'héritage de son neveu Noël. Quelle n'est pas la stupéfaction de la maisonnée quand on découvre que le coffre-fort est vide ! Or pour entrer dans le cabinet de travail, qui a une fenêtre close et qui est fermé par une solide porte, il faut passer par la chambre de Mme Tyssen qui, bien que paralysée, a le sommeil fragile et qui n'aurait pas manqué de se réveiller si un cambrioleur était venu. Le mystère est donc complet. Cécile et d'autres personnes se posent des questions : le défunt a-t-il retiré les diamants du coffre et voulu déshériter Noël compte tenu du fait que ce dernier s'était disputé avec lui la veille du décès ? Est-ce Noël qui a volé les diamants ? Ou alors Mme Tyssen feint-elle d'être malade, avec la complicité du médecin ? Depuis le début, on sait que Mme Tyssen a un péché mignon : manger des chocolats. Or Cécile, le lendemain, remarque que Mme Tyssen a mangé des chocolats alors que la boîte se trouvait en un endroit inatteignable pour la paralysée. Elle procède à une « fouille » de l'armoire à pharmacie puis des affaires de Mme Tyssen : Cécile découvre un flacon contenant un liquide mystérieux. Puis elle découvre, dans le mur, une cachette aménagée derrière une brique. Un petit paquet est là, dans la cachette. C'est alors qu'elle est assaillie par Mme Tyssen, qui s'avère ne pas être du tout paralysée ! Cécile est à moitié assommée et Mme Tyssen prend la fuite avec le petit paquet contenant les diamants. Cécile fait appel à Noël mais malgré ses recherches, Mme Tyssen est introuvable. La gendarmerie et la police sont informées ; quelques heures après on découvre la voiture prise par Mme Tyssen abandonnée le long de la route.
  - Dénouement et révélations finales (chapitres 14 et 15) : Un second coup de théâtre a alors lieu : Monique, l'enfant du chauffeur de Mme Tyssen, avait, depuis l'extérieur de la maison, détecté un trou lui permettant d'accéder à la cachette. Sans en rien dire à personne, elle avait pris les diamants (« des jolies pierres brillantes ») et les avait remplacés par de petits cailloux. Noël et Cécile récupèrent les diamants et se réjouissent de constater que Mme Tyssen est bien attrapée. Celle-ci revient d'ailleurs rapidement dans la demeure : elle reconnaît avoir voulu détourner les diamants à son profit et avoir simulé la paralysie pendant plusieurs semaines en utilisant un produit à base de curare, jadis ramené par son époux d'Amérique du Sud. En définitive, la tante Simone n'avait pas vu de fantôme : elle avait été droguée par Mme Tyssen et l'avait vue, à moitié inconsciente, déambuler dans le couloir, la chambre et le cabinet de travail. Mme Tyssen propose à Noël de lui vendre sa part dans la propriété et annonce son vif souhait de quitter la région. Noël accepte la proposition et Mme Tyssen emballe ses affaires. Le roman se termine par une demande en mariage faite par Noël à Cécile.

### Florence fait un diagnostic
- Première édition dans la Bibliothèque verte :
- Réédition(s) :
- Personnages principaux :
- Lieu de l'action :
- Résumé :

### Florence et l'étrange épidémie
- Première édition dans la Bibliothèque verte :
- Réédition(s) :
- Personnages principaux :
- Lieu de l'action :
- Résumé :

### Florence et l'infirmière sans passé
- Première édition dans la Bibliothèque verte :
- Réédition(s) :
- Personnages principaux :
- Lieu de l'action :
- Résumé :

### Florence s'en va et revient
- Première édition dans la Bibliothèque verte :
- Réédition(s) :
- Personnages principaux :
- Lieu de l'action :
- Résumé :

### Florence et les frères ennemis
- Première édition dans la Bibliothèque verte :
- Réédition(s) :
- Personnages principaux :
- Lieu de l'action :
- Résumé :

### La Grande Épreuve de Florence
- Première édition dans la Bibliothèque verte :
- Réédition(s) :
- Personnages principaux :
- Lieu de l'action :
- Résumé :

### Sources
- Dictionnaire des écrivains français pour la jeunesse 1914-1991, de Nic Diament ; éditeur : L'École des loisirs ; Parution : 22/12/1993, 783 p.
- Littérature de jeunesse et presse des jeunes au début du XXIe siècle, de Raymond Perrin. Éditeur : L'Harmattan, septembre 2007, 558 p.   (ISBN 978-2-296-04067-0)